# David Dobkin
David Dobkin (Washington, 23 giugno 1969) è un regista, produttore cinematografico e sceneggiatore statunitense.

## Filmografia

### Regista
- 52nd St. Serenade (1992)
- Il sapore del sangue (Clay Pigeons) (1998)
- 2 cavalieri a Londra (Shanghai Knights) (2003)
- 2 single a nozze - Wedding Crashers (Wedding Crashers) (2005)
- Fred Claus - Un fratello sotto l'albero (Fred Claus) (2007)
- Cambio vita (The Change-Up) (2011)
- The Judge (2014)
- Eurovision Song Contest - La storia dei Fire Saga (Eurovision Song Contest: The Story of Fire Saga) (2020)
- Resident Alien - serie TV - episodio 1x01 (2021)

### Sceneggiatore
- I gusti del terrore (Ice Cream Man), regia di Paul Norman (1995)
- Il cacciatore di giganti (Jack the Giant Slayer), regia di Bryan Singer (2013)
- R.I.P.D. - Poliziotti dall'aldilà (R.I.P.D.), regia di Robert Schwentke (2013)
- The Judge, regia di David Dobkin (2014)

### Produttore
- Mr. Woodcock, regia di Craig Gillespie (2007)
- Fred Claus - Un fratello sotto l'albero (Fred Claus), regia di David Dobkin (2007)
- Cambio vita (The Change-Up), regia di David Dobkin (2011)
- Amici di letto (Friends with Benefits) – serie TV, 13 episodi (2011)
- Il cacciatore di giganti (Jack the Giant Slayer), regia di Bryan Singer (2013)
- R.I.P.D. - Poliziotti dall'aldilà (R.I.P.D.), regia di Robert Schwentke (2013)
- The Judge, regia di David Dobkin (2014)
- Operazione U.N.C.L.E. (The Man from U.N.C.L.E.), regia di Guy Ritchie (2015)
- Come ti rovino le vacanze (Vacation), regia di John Francis Daley e Jonathan M. Goldstein (2015)
- King Arthur - Il potere della spada (King Arthur: Legend of the Sword), regia di Guy Ritchie (2017)